# Thomas van Eccleston
Thomas van Eccleston (13e eeuw) was een Engels franciscaan. Er is slechts zeer weinig met zekerheid over hem geweten. Zelfs het bijvoegsel "van Eccleston" dateert van enkele eeuwen later, uit de 16e eeuw. Hij studeerde in Oxford. Daarna, ergens tussen 1229 en 1232, werd hij franciscaan. Zijn bekendheid heeft alles te maken met de nog steeds belangrijke kroniek die hij schreef over de eerste franciscanen in Engeland. Zijn verslag daarvan begint in 1224 met de eerste provinciaal Agnellus van Pisa en eindigt in 1258. 